# أندريه ييجوف
أندريه سيرجييفيتش يجوف (الروسية: Андрей Сергеевич Ежов; 1967 – 6 يوليو 2020)، المعروف بلقب سفاح كاشيرسكي (الروسية: Каширский маньяк, romanized: Kashirskiy manyak)، كان قاتلًا متسلسلًا ومغتصبًا روسيًا، وقد تم ربطه جنائيًا بما لا يقل عن تسع هجمات بدوافع جنسية ضد فتيات صغيرات ونساء في منطقتي كاشيرسكي وستوبينسكي في موسكو، وذلك بين عامي 2010 و2020، سبعٌ من تلك الهجمات كانت قاتلة.
تم القبض عليه، واعترف لاحقًا بتلك الجرائم، لكنه انتحر شنقًا داخل مركز الاحتجاز قبل أن تُوجَّه إليه التهم رسميًا.